# A media luz

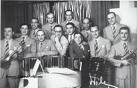
Edgardo Donato und sein Orquesta típica

A media luz lautet der Titel eines Tangos aus dem Jahre 1925, der neben La Cumparsita und El Choclo zu den „bekanntesten und meistgespielten“ seines Genres gehört.

„Es gibt drei Tangos, die so berühmt sind, dass zumindest ihre Melodie auf der ganzen Welt bekannt ist und das sogar solchen Menschen, die normalerweise keine besondere Beziehung zum Tango haben. Diese drei Tangos heißen: La Cumparsita, A media luz und El Choclo.“

A media luz, dieses kleine musikalische Meisterwerk, ist das Ergebnis rioplatensischer Zusammenarbeit: den Liedtext dichtete der uruguayische Dramatiker und Tangolyriker Carlos César Lenzi, die Musik komponierte der argentinische Violinist und Orchesterleiter Edgardo Donato.

## Entstehungsgeschichte
Der Musiker Edgardo Donato und der Literat Carlos César Lenzi waren beide zufällig geladene Gäste einer Party, die in einer Villa in Montevideo stattfand. Bevor das Quartett Edgardo Donato zum Tango aufspielte, habe Donato das Licht abgedunkelt und dabei mit lauter Stimme in den Saal gerufen:

«¡Ahora … a media luz!»

„Und jetzt bei Dämmerlicht!“

Dieser Ausruf Donatos soll den Poeten Lenzi so beeindruckt haben, dass er noch frühmorgens mit dem Dichten der ersten Verse begann. Lenzi traf sich dann am Abend mit Donato, übergab ihm den Liedtext und bat ihn, dazu eine Tangomelodie zu komponieren.
1925 wurde der Tango im Rahmen der Revue Su Majesta la revista im Teatro Catalunya (Montevideo) uraufgeführt. Sängerin soll Lucy Clory gewesen sein. Carlos Gardel nahm A media luz 1926 auf Schallplatte auf und trug zur weltweiten Verbreitung bei.

## Der erotische Liedtext (Carlos César Lenzi)

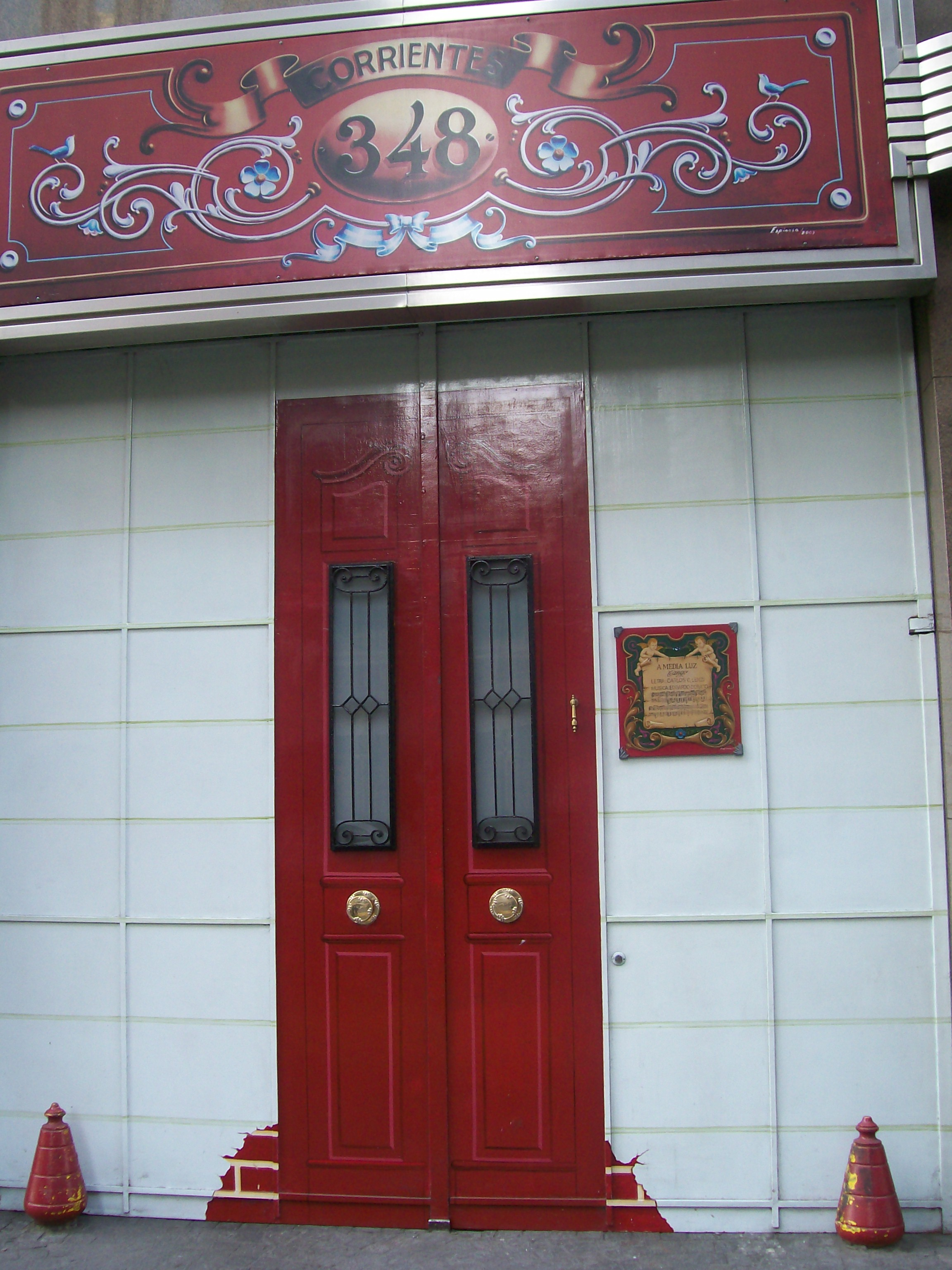
Vers 01: Corrientes 3–4–8 Gedenktafel (seit 1978) im farbigen Fileteado-Malstil über dem Eingang des Gebäudes, das an der mythischen Adresse des ersten Verses des Tangos A media luz liegt: Anschrift einer erdichteten Garçonnière in Buenos Aires, der Hauptstadt Argentiniens.

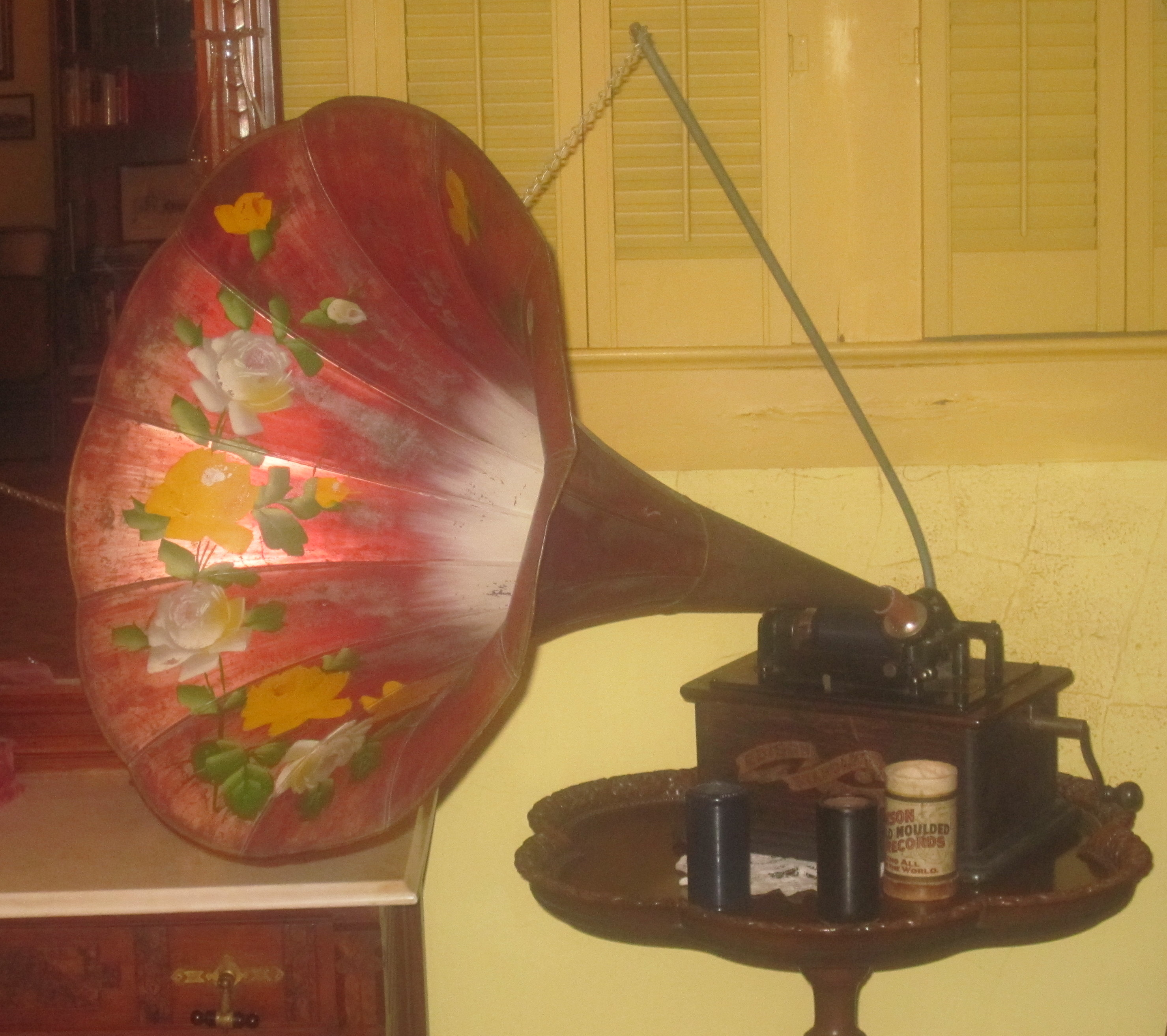
Vers 08: Una victrola que llora. „Ein Grammophon, das plärrt“.

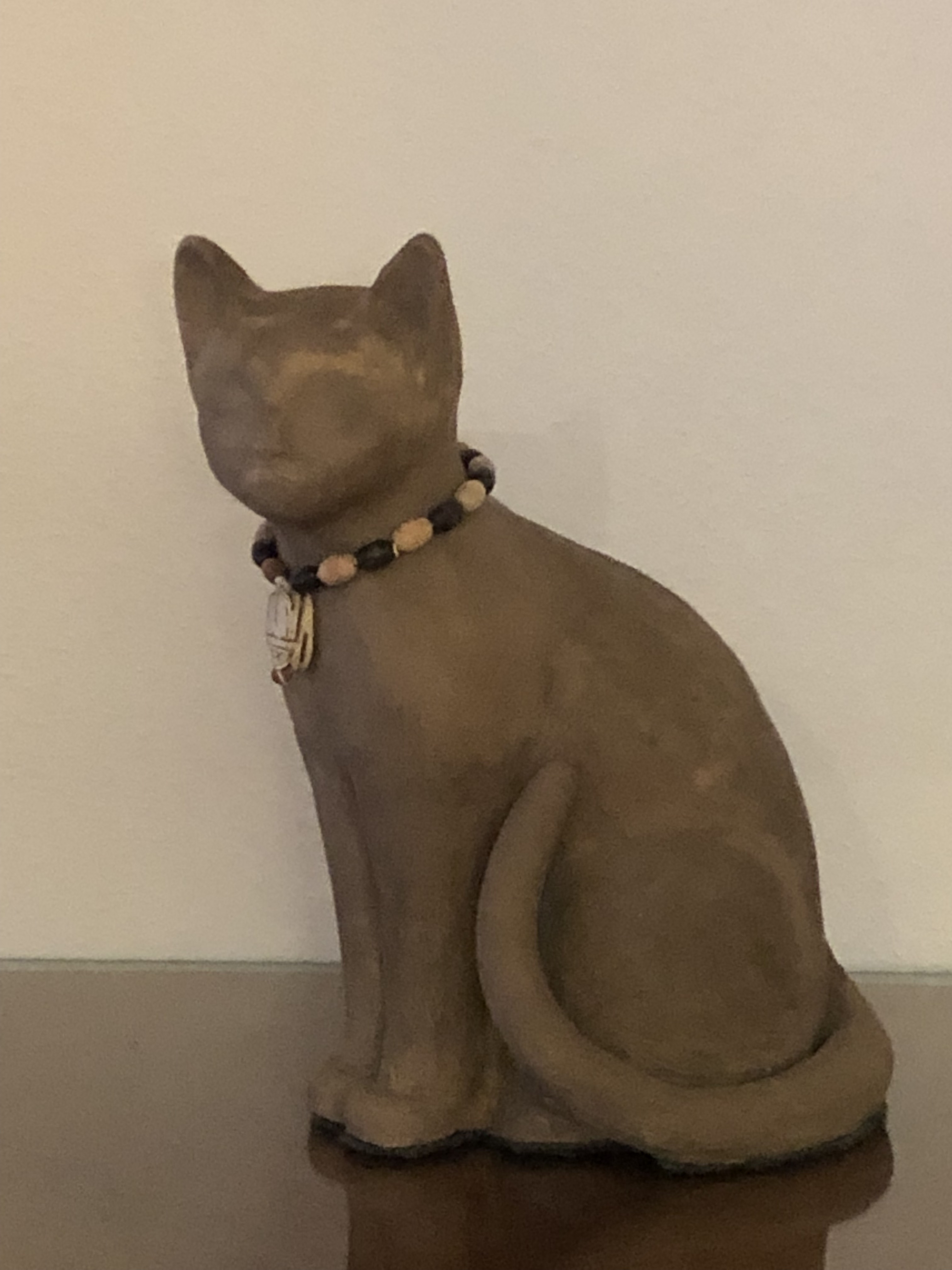
Verse 10/11: Y un gato de porcelan a pa' que non maulle al amor. Und ein Kater aus Porzellan, damit er nicht nach Liebe kreischt.

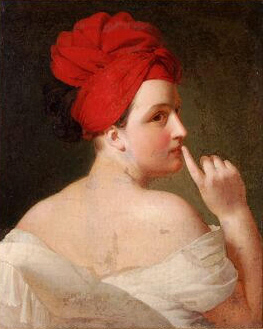
Diskretion geht über alles!

„Dieser Text ist ein Beispiel dafür, dass nicht jeder Tango ein ‘trauriger Gedanke ist, den man tanzen kann’, wie es Enrique Santos Discépolo ausgedrückt hat … Der Sänger Horacio Lagos vermittelt die Vorzüge des im Lied beschriebenen Etablissements mit einer geradezu feinschmeckerischen Süffisanz.“

Die Verse 1-20, einprägsame Achtsilber, beschreiben – unter Verwendung des Stilmittels der Enumeratio – die Einrichtung und abgedunkelte erotisierte Atmosphäre einer kleinen Wohnung, einer Garçonnière, in Buenos Aires, Avenida Corrientes 348, die zu unverbindlichen sexuellen Vergnügungen gemietet werden kann. Man braucht nur rechtzeitig anzurufen – Diskretion wird verlangt und wiederum garantiert.
Die Verse 20-30 berichten von einem weiteren einschlägigen Liebesnest, gelegen in der Straße Juncal 12-24. Dort gibt es jeden Tag geselliges, erotisches Programm – mit Kokain (Vers 28) – und abends Tango mit Gesang. Nur montags ist Ruhetag, also keine Vergnügungen mehr – welch’ Trostlosigkeit! (Vers25):
V01 Corrientes 3-4-8

V02 Segundo piso, ascensor.

V03 No hay porteros ni vecinos

V04 Adentro, cocktail y amor

V05 Pisito que puso Maple,

V06 Piano, estera y velador,

V07Un telefón que contesta,

V08 Una victrola que llora

V09 Viejos tangos de mi flor

V10 Y un gato de porcelana

V11 Pa´que no maulle al amor.

V12 Y todo a media luz,

V13 Que es un brujo el amor

V14 A media luz los besos

V15 A media luz los dos

V16 Y todo a media luz

V17 Crepúsculo interior

V18¡Que suave terciopelo

V19 La media luz de amor!

V20 Juncal 12-24

V21 Telefoneá sin temor.

V22 De tarde, té con masitas

V23 De noche, tango y cantar.

V24 Los domingos, tés danzantes,

V25 Los lunes, desolación

V26 Hay de todo en la casita

V27 Almohadones y divanes

V28 Como en botica, cocó

V29 Alfombras que no hacen ruido

V30 Y mesa puesta al amor.
Corrientes 3-4-8 (Straßenname + Telefonnummer in Buenos Aires)

Zweiter Stock, Aufzug.

Es gibt weder Pförtner noch Nachbarn

Drinnen Cocktail und Liebe

Eine kleine Wohnung, die (das britische Möbelhaus) Maple ausgestattet hatte,

Klavier, Teppichboden, rundes Tischlein,

Ein Anrufbeantworter,

Ein Grammophon, das

Alte Tangos meiner Jugend plärren

Und ein Kater aus Porzellan,

Damit er nicht nach Liebe kreischt.

Und alles bei Dämmerlicht

Weil die Liebe ein Hexer ist.

Bei Dämmerlicht

Bei Dämmerlicht wir zwei

Und alles bei Dämmerlicht

Innen Abenddämmerung

Was für ein weicher Samt,

Dieses Dämmerlicht der Liebe!

Juncal 12-24 (Straßenname + Telefonnummer in Buenos Aires)

Rufen Sie ohne Furcht an

Nachmittags Tee mit Gebäck

Abends Tango und Gesang

Sonntags, Tanztee

Montags Trostlosigkeit.

Es gibt alles in dem Häuschen

Kissen und Sofas

Koks (Kokain) wie in der Apotheke

Teppiche, die Geräusche dämpfen

Und der Tisch ist gedeckt für die Liebe.

## Fremdsprachige Liedtexte

### Englische Fassung
Der amerikanische Szenarist und Liedtexter Dorcas Cochran schuf eine englische Version von A media luz: When I look into your eyes, 1952 von Champ Butler gesungen. Das musikalische Arrangement besorgte Percy Faith.
Dieser englische Songtext hat nichts mit der spanischen Version gemein. Er ist von minderer Qualität:

„Was die Texte des Tango von angloamerikanisch beeinflusster Popularmusik unterscheidet, ist ihre literarische Qualität. Denn hier greifen keine juvenilen Sänger oder gewiefte Hit-Produzenten zur Feder, sondern Literaten, Journalisten, Bühnenautoren oder Lyriker. Die Texte stehen damit dem französischen Chanson oder dem portugiesischen Fado näher.“

### Italienische Version
Milva singt einen italienischen Text zu A media luz

## Im Rhythmus des Boleros
Der Ohrwurm A media luz wurde musikalisch arrangiert und von Gesangsgruppen auch im Bolero-Rhythmus gesungen, zum Beispiel von den argentinischen Los 5 Latinos und dem mexikanischen Trío Los Panchos.

### Auf Deutsch
- Egon Ludwig: Tango Lexikon. Der Tango ríoplatense[15] − Fakten und Figuren des berühmten lateinamerikanischen Tanzes. Schwarzkopf & Schwarzkopf Verlag Berlin 2002, ISBN 978-3-89602-294-3.
- Ulrike Haerter, Eckart Haerter: Göttinger Tango-Info/Sonderausgabe/Tango Bilder und Texte. epubli 2016, ISBN 978-3-7418-7412-3.

### Auf Spanisch
- Héctor Ángel Benedetti: Las mejores letras de tango. Antología de doscientas cincuenta letras de tango, cada una con su historia. Verlag Planeta, Madrid 2012, ISBN 978-987-580-514-9. Historisch kommentierte Sammlung von 250 Tangotexten.
- Mauro Federico und Ignacio Ramírez: Historia de la droga en la Argentina. Verlag Aguilar Madrid 2015, ISBN 978-987-735-120-0, Ausschnitt.
- Francisco García Jiménez: Así nacieron los tangos. – Comentarios de Pedro Ochoa. Verlag Corregidor, Buenos Aires 2018, ISBN 978-950-05-3160-3.
- Oscar del Priore, Irene Amuchástegui: Cien tangos fundamentales. 2. Auflage. Verlag Aguilar, Buenos Aires 2008, ISBN 978-987-04-1123-9, S. 112/113, eingeschränkte Vorschau in der Google-Buchsuche.

### Partituren
- Tutorium für Klavier − A media luz, Tango Tutorial para Piano.
- Partitura todotango.com.ar.

### Instrumentalversionen
- Eduardo Bianco, 1927 auf YouTube
- Francisco Canaro y su orquesta típica auf YouTube

### Vokalversionen
- Carlos Gardel: A media luz, 1926 – mit Gitarrenbegleitung.
- Alina De Silva, 1927 auf YouTube – Orquesta Manuel Pizzaro.
- Rosita Quiroga, 1927 auf YouTube – mit Gitarrenbegleitung
- Alberto Castillo y su orquesta típica auf YouTube – es singt Alberto Castillo.
- Orquesta Edgardo Donato auf YouTube – es singt Horacio Lagos.

### Filmszenen
- Szene aus dem Film: A media luz (Salón Fru-fru), 1947 auf YouTube – Tangofilm des spanischen Regisseurs Antonio Momplet. Der argentinische Schauspieler Hugo del Carril singt in der Rolle des armen Tangosängers Miguel A Media luz.
- Szene aus dem mexikanischen Spielfilm: Escuela de música, 1955 auf YouTube Libertad Lamarque singt A media luz.
- Szene aus dem Film: Mi último tango, 1960 auf YouTube – Sara Montiel singt A media luz

### Schallplatten-Label
- Odeon-Schallplattenlabel – Carlos Gardel: A media luz

### Tanzbeispiele
- Gokhan and Nehir Baltaoglu tanzen A media luz – begleitet von Maestro Tango, 2017.
- Es tanzen Schüler der Escola Carioca de Dança. Rio de Janeiro, 2013.